# Josh Kerr (fundista)
Josh Kerr (Edimburgo, 8 de outubro de 1997) é um atleta britânico, medalhista olímpico e campeão mundial dos 1500 metros.
Kerr representou a Grã-Bretanha no Campeonato Mundial de Atletismo de 2017, em Londres, mas não chegou às semifinais. Em Tóquio 2020, conquistou a medalha de bronze olímpica nos 1500 m com o tempo de 3:29.01. Venceu a prova no Campeonato Mundial de Atletismo de 2023, em Budapeste, derrotando o franco favorito norueguês Jakob Ingebrigtsen e tornando-se campeão mundial.
Em Paris 2024  ficou com a medalha de prata dos 1500 metros, depois de um esperado duelo entre ele e o campeão olímpico em Tóquio 2020 Ingebrigtsen, numa prova que acabou sendo inesperadamente vencida pelo norte-americano Cole Hocker.